# Zorion
Zorion is een kevergeslacht uit de familie van de boktorren (Cerambycidae). De wetenschappelijke naam van het geslacht werd voor het eerst geldig gepubliceerd in 1867 door Pascoe.

## Soorten
Zorion omvat de volgende soorten:
- Zorion angustifasciatum Schnitzler, 2005
- Zorion australe Schnitzler, 2005
- Zorion batesi Sharp, 1875
- Zorion dugdalei Schnitzler, 2005
- Zorion guttigerum (Westwood, 1843)
- Zorion kaikouraiensis Schnitzler, 2005
- Zorion minutum (Fabricius, 1775)
- Zorion nonmaculatum Schnitzler, 2005
- Zorion opacum Sharp, 1903
- Zorion taranakiensis Schnitzler, 2005